# Могила Лесі Українки

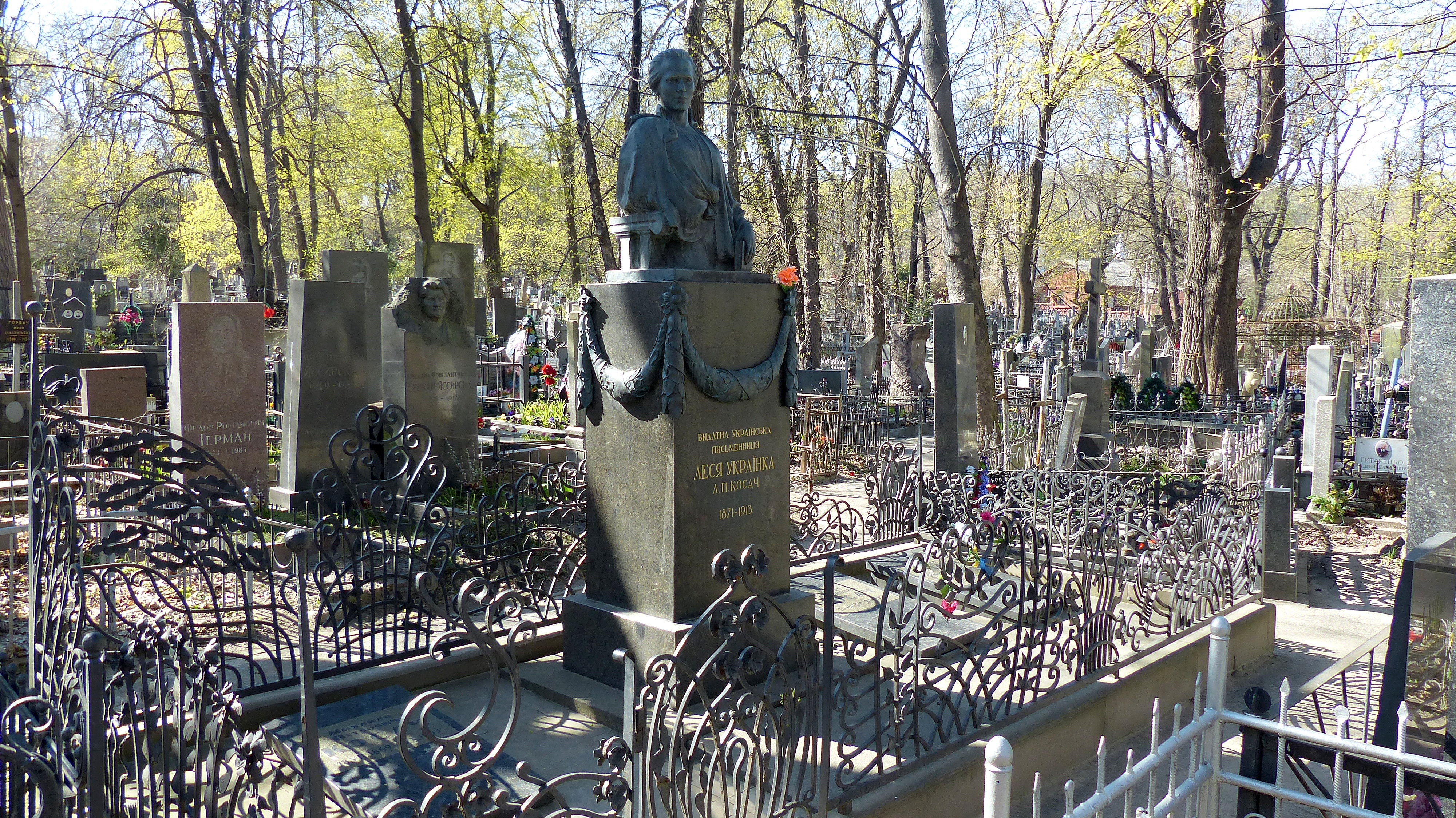
Загальний вигляд

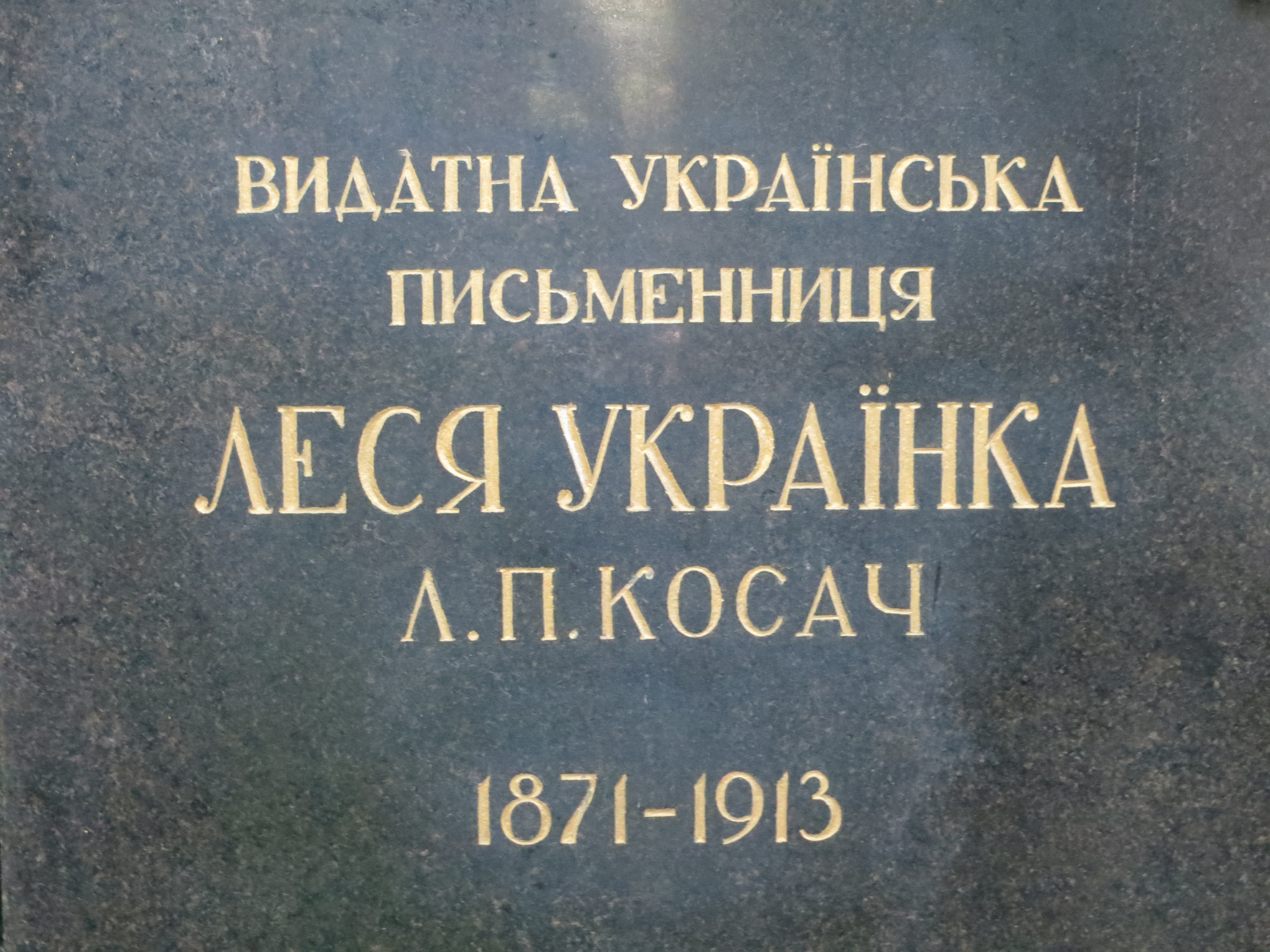

«Моги́ла поете́си і грома́дської дія́чки Ле́сі Украї́нки» — пам'ятка історії національного значення, 1913 року, охоронний номер 260003/80-Н. Розташована в Києві на Байковому кладовищі (старому), дільниці № 3.
Спільна огорожа охоплює також надгробки Михайла Косача (1869—1903) — математика, письменника, брата Лесі, Петра Косача (1841—1909) — батька Лесі і Ольги Косач (Олени Пчілки) (1849—1930) — письменниці, матері Лесі.
Леся Українка (справжнє ім'я: Лариса Косач-Квітка; 1871—1913) — українська письменниця, перекладач, культурний діяч.

## Похорон
1 серпня 1913 між першою і другою годиною ночі Леся Українка померла. У той же день, 1 серпня, мати письменниці, телеграфувала з Сурамі у Київ, до редакції «Ради»:
| Тяжко прибиті великим горем мати й інша родина посилають звістку на Україну, що 19 липня [за старим стилем] вдосвіта померла на Кавказі в Сурамі Леся Українка /Лариса Квітка, урождена Косачівна/. Поховають у Києві. Олена Пчілка. |
6 серпня Михайло Кривинюк заплатив 3 руб. за копання могили за № 1447, яка була придбана у третій дільниці цвинтаря ще 9 жовтня 1903 року для поховання Михайла Косача, брата письменниці.
7 серпня близько 11 години ранку на Київський вокзал прибув поїзд з домовиною Лесі Українки. О 12-й годині вагон відігнали на запасну колію, де під наглядом поліції відкрили, й родичі та прихильники Лариси Петрівни змогли покласти квіти на труну. О 1-й годині вагон знову запечатали й залишили до ранку наступного дня.
Близько третьої години дня 8 серпня труну з прахом Лесі Українки встановили на катафалк і траурна процесія рушила з вокзалу до Байкового кладовища по вулицях Безаківській, Маріїнсько-Благовіщенській, Кузнечній і Діловій.
Поліція не дозволила ні промов, ні співів і супроводжувала похоронну процесію нарядом кінноти. За труною йшов багатотисячний натовп.

## Могила
Поет Павло Тичина 30 травня 1920 писав у своєму щоденнику:
| Торік хоч хрест був на могилі Лесі Українки, — цього ж року й його хтось на дрова зніс. Зате яка шовкова трава в ограді! Вирвав собі трохи додому. |
У 1939 на могилі встановлений надгробний бронзовий пам'ятник на гранітному постаменті, скульптор Галина Петрашевич.
На пам'ятнику є напис із некролога в більшовицькій газеті російською мовою: «Стоя близко к освободительному движению вообще и пролетарскому в частности, отдавала ему все силы, сеяла разумное, доброе, вечное. „Рабочая Правда“, 1913 год.»
З 1951 могила є пам'яткою історії національного значення.
В 1971 встановлені меморіальні плити Михайлу, Петру і Ользі Косачам.
25 лютого 2008, у день народження Лесі Українки, біля її надгробка відбулися меморіальні читання «Теперішні вірші для вічно живих». Організував акцію поет Сергій Пантюк, свої вірші читали також Світлана Поваляєва, Анатолій Дністровий, Борис Гуменюк і Роман Скиба.
Влітку 2010 та у квітні 2017 з постаменту пам'ятника викрадали бронзові деталі.